# 1961 في بلجيكا
فيما يلي قوائم الأحداث التي وقعت خلال عام 1961 في بلجيكا.

## رياضة
- 1 يناير – طواف فلاندرز 1961
- 18 يونيو – جائزة بلجيكا الكبرى 1961 الفائز فيل هيل.

## مواليد

### يناير
- 16 يناير – ديرك دي وولف درّاج طريق بلجيكي.

### أبريل
- 16 أبريل – هيرمان فريزون
- 25 أبريل – فرانك دي وين
- 30 أبريل – إريك فان لانكير درّاج طريق بلجيكي.
- 30 أبريل – فرانكي فان در إلست لاعب كرة قدم بلجيكي.

### يونيو
- 28 يونيو – مارك سومرز متسابق دراجات بلجيكي.

### ديسمبر
- 18 ديسمبر – جان فرانسوا دي سار لاعب كرة قدم بلجيكي.
- 22 ديسمبر – فيليب فاندي فالي لاعب كرة قدم بلجيكي.

## وفيات

### فبراير
- 12 فبراير – كميل فان دي كاستيل (مواليد 1902) درّاج طريق بلجيكي.

### أبريل
- 6 أبريل – جول بورديه (مواليد 1870)
- 30 أبريل – جان دي بي (مواليد 1892) لاعب كرة قدم بلجيكي.

### يوليو
- 31 يوليو – بول ديمان (مواليد 1889) درّاج طريق بلجيكي.

### نوفمبر
- 25 نوفمبر – هوبرت فان اإينيس (مواليد 1866)

### ديسمبر
- 19 ديسمبر – جون فان ألفن (مواليد 1914) لاعب كرة قدم بلجيكي.